# Aleš Debeljak

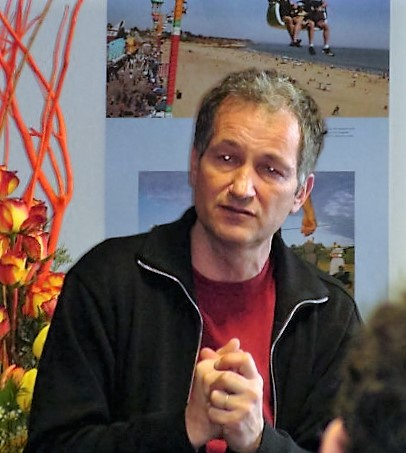
Aleš Debeljak

Aleš Debeljak (* 25. Dezember 1961 in Ljubljana, Jugoslawien; † 28. Januar 2016, Peračica, Slowenien) war ein slowenischer Schriftsteller, Dichter, Übersetzer, Herausgeber und Essayist.

## Leben
Debeljak maturierte am humanistischen Gymnasium in Ljubljana-Šentvid, das vor allem von jungen Sportlern besucht wurde. Debeljak war ein talentierter Judoka. In seiner Zeit beim Club Olimpija Ljubljana wurde er zweimal slowenischer Meister und einmal jugoslawischer Vizemeister und war auch Mitglied der U16-Nationalmannschaft. Nach einer Verletzung bei einem Wettbewerb in Koblenz begann er, seine Aufmerksamkeit dem Schreiben zu widmen. Nach seiner Matura begann er 1980 ein Studium der Vergleichenden Literaturwissenschaft und Philosophie an der Universität Ljubljana, das er 1985 abschloss. Bereits in seinem ersten Studienjahr erhielt er für seine Gedichtsammlung Imena smrti (1985, "Namen des Todes") mehrere studentische Preise der Republik Slowenien sowie die jugoslawische Auszeichnung für junge Künstler und Sportler. Seinen Doktortitel erlangte er 1993 an der Maxwell School of Citizenship and Public Affairs der Syracuse University im US-Bundesstaat New York. Aus seiner Dissertation entstand das erste kulturkritische Buch seiner Zeit in den USA, das 1998 unter dem Titel Reluctant Modernity veröffentlicht wurde. Er war eine Zeit lang Professor am Roberta Buffett Center for International Studies an der Northwestern University in Chicago. Danach kehrte er nach Ljubljana zurück und unterrichtete am Institut für Kulturwissenschaften der Fakultät für Gesellschaftswissenschaften der Universität Ljubljana, leitete dort auch das Zentrum für religiöse und kulturelle Studien und war als Gastprofessor u. a. an der Universität Klagenfurt und am College d’Europe im Warschauer Stadtteil Natolin tätig. 1991 lernte er in New York seine spätere Ehefrau Erica Johnson Debeljak kennen, die 1993 zu ihm nach Ljubljana zog und mit der er drei Kindern hatte. Am 28. Januar 2016 verunglückte er bei einem Autounfall auf der slowenischen Autobahn A1 bei Peračica unter ungeklärten Umständen tödlich.

## Werk
Debeljak gilt als einer der wichtigsten zeitgenössischen slowenischen Lyriker. Sein literarisches Schaffen, in dem er sich von Anfang an auch mit sozialkritischen Themen beschäftigte, begann bereits in seiner Studienzeit, 1982 veröffentlichte er seine erste Gedichtsammlung Zamenjave, zamenjave ("Verwechslungen, Verwechslungen"). Während er Herausgeber der Studentenzeitung Tribuna war, wurde diese mehrmals zensuriert und sogar zweimal verboten. Diese Tatsache betrachtete er selbst als Kompliment. Mit der Gedichtsammlung Slovar tišine (1987, "Wörterbuch der Stille") erregte Debeljak bis dahin größte Aufmerksamkeit. Sie ist geprägt von Melancholie, die der Dichter durch ein natürliches Schweigen, eine „Akustik der Stille“, zu überwinden versucht. In diesem Bestreben verschreibt er sich in seiner darauffolgenden Gedichtsammlung Minute strahu (1990, "Minuten der Angst") auch der Naturlyrik. Er beschäftigt sich auch kritisch mit dem Zerfall Jugoslawiens, den er sowohl durch das Zeichnen von Schreckensbildern in seinen Gedichten (Mesto in otrok, 1996; "Die Stadt und das Kind") als auch in Form von direkter Kritik am Nationalismus in seiner Essaysammlung Somrak idolov (1994, Untergang der Idole) thematisiert. In seiner gesellschaftskritischen Essayistik greift Debeljak im Weiteren vor dem Hintergrund eines möglichen Paneuropäismus auch Themen wie den Umgang Italiens und Österreichs mit der slowenischen Minderheit auf und übt auch Kritik an der postmodernen Kunst. Im Rahmen seines sozialpolitischen Engagements war er zudem Mitherausgeber der Zeitschrift Nova revija und beteiligte sich am sozialliberalen Thinktank Forum 21 zur Behandlung von politischen, wirtschaftlichen, sozialen und ethischen Fragen, initiiert vom ehemaligen Präsidenten Sloweniens Milan Kučan. Ebenso war er Mitglied der Denkfabrik des European Council on Foreign Relations. 2017 erschien posthum das Buch Zadnja stran (" Die letzte Seite"), eine Sammlung seiner Essays, die in den Jahren 2012 bis 2016 in der Samstagsbeilage der slowenischen Tageszeitung Delo veröffentlicht wurden, für die er bereits seit 2008 regelmäßig schrieb. Unter dem Titel Aleševi Pomisleki ("Aleš‘ Gedanken") widmete er sich auf der letzten Seite der Beilage der systematischen Analyse unterschiedlichster Probleme der Gegenwart, die trotz ihres soziologischen Hintergrunds auch essayistische und dichterische Züge aufweisen. 2018 gab seine Ehefrau den Sammelband Saj grem samo mimo ("Ich gehe ja nur vorbei") heraus, der die Leidenschaft Debeljaks für das Schreiben von Postkarten thematisiert und verschiedene Beiträge von Freunden und Wegbegleitern zu seinen Postkarten enthält.
Zu seinen literarischen Vorbildern zählten der deutsche Dichter und Übersetzer Paul Celan und der jugoslawische Schriftsteller Danilo Kiš.
Debeljak war gelegentlich auch als Übersetzer tätig und übersetzte den Lyriker John Ashbery, das Werk Die gesellschaftliche Konstruktion der Wirklichkeit von Peter L. Berger und Thomas Luckmann sowie den amerikanisch-slowenischen Schriftsteller Louis Adamič ins Slowenische.

## Auszeichnungen
1990 wurde er für seine Werke Slovar tišine (dt. Wörterbuch der Stillte) und Postmoderna sfinga (dt. Postmoderne Sphinx) mit dem Preis der Prešeren-Stiftung ausgezeichnet. Er erhielt zudem den Readers‘ Choice Award für das beste Essay der Dekade der US-amerikanischen Zeitschrift World Literature Today, den Miriam Lindberg Israel Poetry for Peace-Preis (Tel Aviv) und den Chiqyu Poetry-Preis (Tokyo). Außerdem wurde er zum Botschafter der Wissenschaft der Republik Slowenien ernannt.

## Werke
Debeljaks Werke wurden in 19 Sprachen übersetzt, darunter ins Deutsche, Englische, Kroatische, Serbische, Polnische, Französische, Ungarische, Tschechische, Italienische, Spanische, Portugiesische, Litauische, Finnische, Rumänische, Schwedische, Slowakische, Makedonische und Katalanische. Neben den beiden Essaybänden Untergang der Idole (1994) und Auf der Suche nach dem verlorenen Paradies (2004) erschien 2010 das Buch Baltische Adria, in dem je ein Essay von Debeljak und ein Essay des litauischen Schriftstellers Eugenijus Ališanka enthalten ist. Einzelne deutsche Übersetzungen seiner Gedichte wurden von Fabjan Hafner angefertigt.

### Werke in deutscher Übersetzung
- Untergang der Idole. Übersetzt von Franci Zwitter, 1994. Klagenfurt (u. a.): Wieser.
- Auf der Suche nach dem verlorenen Paradies. Essays. 2004. Klagenfurt: Wieser.
- Baltische Adria. Zwei Essays. Übersetzt auf dem Litauischen von Cornelius Hell, aus dem Slowenischen von Ludwig Hartinger. 2010. Ottensheim: Thanhäuser.

### Lyrik
- Zamenjave, zamenjave. 1982. In: Pesniški almanah mladih. Ljubljana: Mladinska knjiga.
- Imena smrti. 1985. Ljubljana: Mladinska knjiga.
- Slovar tišine. 1987. Ljubljana: Književna mladina Slovenije.
  - engl. Übersetzung: Dictionary of Silence. Übersetzt von Sonja Kravanja. 1999. Santa Fe: Lumen Books.
- Minute strahu. Fotografije s poti. 1990. Ljubljana: Mladinska knjiga.
  - engl. Übersetzung: Anxious Moments. Übersetzt von Christopher Merrill. 1994. Fredonia: White Pine Press.
- Mesto in otrok. 1996. Ljubljana: Mladinska knjiga.
  - engl. Übersetzung: The City and the Child. Übersetzt von Christopher Merill. 1999. Buffalo: White Pine Press.
- Nedokončane hvalnice. 2000. Ljubljana: Mladinska knjiga.
- Pod gladino. 2004. Ljubljana: Mladinska knjiga.
- Tihotapci. 2009. Ljubljana: Mladinska knjiga.
  - engl. Übersetzung: Smugglers. Poems by Aleš Debeljak. Übersetzt von Brian Henry. 2015. Rochester: BOA.
- Without anesthesia. New and selected poems. 2010. New York: Persea Books.
- Kako postati človek. 2014. Ljubljana: Cankarjeva založba.

### Essays
- Pisma iz tujine. 1992. Ljubljana: Mihelač.
- Persistence of modernity. Critical social theory of modern vs. postmodern institution of art. 1994. Ann Arbor: UMI.
- Somrak idolov. Esej. 1994. Klagenfurt (u. a.): Wieser.
  - dt. Übersetzung: Untergang der Idole. Übersetzt von Franci Zwitter, 1994. Klagenfurt (u. a.): Wieser.
  - engl. Übersetzung: Twilight of the idols. Recollection of a lost Yugoslavia. Übersetzt von Michael Biggins, 1994. Fredonia, New York: White Pine Press.
- Temno nebo Amerike. 1994. Klagenfurt (u. a.): Wieser.
- Individualizem in literarne metafore naroda. 1998. Maribor: Obzorja.
- Reluctant Modernity. The Institution of Art and its Historical Forms. 1998. Boston: Rowman & Littlefield Publishers.
- Evropa brez Evropevcev. 2004. Ljubljana: Sophia.
- Na dnu predala. Drobni spisi. 2005. Ljubljana: V.B.Z.
- Balkanska brv. Eseji o književnosti „Jugoslovanske Atlantide“. 2010. Ljubljana: Študentska založba.
- Knjiga, križ, polmesec. 2012. Ljubljana: Kultipraktik.
- Zadnja stran. 2017. Ljubljana: Delo.
- Tukaj, zate, tam. Pesmi in eseje. 2017. Ljubljana: Mladinska knjiiga.

### Sammelbände und Anthologien (als Herausgeber)
- Prisoners of freedom. Contemporary Slovenian poetry. 1994. Santa Fe: Pedernal.
- The imagination of Terra incognita. Slovenian writing 1945-1995. 1997. New York: White Pine Press.